# Open Antwerpen
De Open Antwerpen is een dartstoernooi. Sinds 1988 wordt dit toernooi georganiseerd onder auspiciën van de BDB. Er zijn vier onderdelen op de Open Antwerpen. Heren individueel, vrouwen individueel, mix dubbels, jongens individueel en meisjes individueel.

## Heren individueel
| Jaar | Winnaar                                 | Uitslag                                 | Runner-up                               |                                         |
| ---- | --------------------------------------- | --------------------------------------- | --------------------------------------- | --------------------------------------- |
| 1988 | Steve Brown                             |                                         | Graham Miller                           |                                         |
| 1989 | Steve Brown                             |                                         | Edward Leyland                          |                                         |
| 1990 | Leo Laurens                             | 3 – 0                                   | Frans Devooght                          |                                         |
| 1991 | Stephan Eeckelaert                      | 3 – 0                                   | Jef Van Heertum                         |                                         |
| 1992 | Jef Van Heertum                         |                                         | Raymond van Barneveld                   |                                         |
| 1993 | Mike Gregory                            |                                         | Jef Scheyltjens                         |                                         |
| 1994 | Dennis Priestley                        |                                         | Rod Harrington                          |                                         |
| 1995 | Dennis Priestley                        | 3 – 0                                   | Jocky Wilson                            |                                         |
| 1996 | Bob Anderson                            | 3 – 1                                   | Keith Deller                            |                                         |
| 1997 | Phil Taylor                             |                                         | Alan Warriner-Little                    |                                         |
| 1998 | Phil Taylor                             |                                         | Rod Harrington                          |                                         |
| 1999 | Mervyn King                             |                                         | Chris Mason                             |                                         |
| 2000 | Jamie Harvey                            | 3 – 2                                   | Roland Scholten                         |                                         |
| 2001 | Martin Adams                            | 3 – 1                                   | Paul Williams                           |                                         |
| 2002 | Colin Lloyd                             | 3 – 1                                   | Kevin Painter                           |                                         |
| 2003 | Colin Lloyd                             | 3 – 2                                   | Mick Manning                            |                                         |
| 2004 | Colin Lloyd                             | 3 – 2                                   | Alex Roy                                |                                         |
| 2005 | Terry Jenkins                           | 3 – 0                                   | Mikel van Maastrigt                     |                                         |
| 2006 | Terry Jenkins                           | 3 – 0                                   | Steve Maish                             |                                         |
| 2007 | Terry Jenkins                           | 3 – 0                                   | Andy Smith                              |                                         |
| 2008 | Andy Hamilton                           | 3 – 1                                   | Matt Clark                              |                                         |
| 2009 | Ian White                               | 3 – 0                                   | Ted Hankey                              |                                         |
| 2010 | Stuart Kellet                           | 3 – 2                                   | Gino Vos                                |                                         |
| 2011 | Tony West                               | 3 – 1                                   | Frans Harmsen                           |                                         |
| 2012 | Joppe Bakens                            | 3 – 0                                   | Willy van de Wiel                       |                                         |
| 2013 | Martin Adams                            | 3 – 2                                   | Robbie Green                            |                                         |
| 2014 | Jamie Hughes                            | 3 – 2                                   | Martin Adams                            |                                         |
| 2015 | Jim Williams                            | 3 – 0                                   | Sven Verdonck                           |                                         |
| 2016 | Jimmy Hendriks                          | 3 – 0                                   | Martin Atkins                           |                                         |
| 2017 | Jim Williams                            | 9 – 2                                   | Ross Montgomery                         |                                         |
| 2018 | Wouter Vaes                             | 7 – 5                                   | Mario Vandenbogaerde                    |                                         |
| 2019 | Wayne Warren                            | 7 – 5                                   | Gary Stone                              |                                         |
| 2020 | niet gehouden vanwege de Coronapandemie | niet gehouden vanwege de Coronapandemie | niet gehouden vanwege de Coronapandemie | niet gehouden vanwege de Coronapandemie |
| 2021 | niet gehouden vanwege de Coronapandemie | niet gehouden vanwege de Coronapandemie | niet gehouden vanwege de Coronapandemie | niet gehouden vanwege de Coronapandemie |
| 2022 | Jamie Lewis                             | 5 – 2                                   | Kay Smeets                              |                                         |
| 2023 | Wesley Plaisier                         | 5 – 2                                   | Matthew Edgar                           |                                         |
| 2024 | Corné Groeneveld                        | 5 – 2                                   | Cliff Prior                             |                                         |

## Vrouwen individueel
| Jaar | Winnaar                                 | Uitslag                                 | Runner-up                               |                                         |
| ---- | --------------------------------------- | --------------------------------------- | --------------------------------------- | --------------------------------------- |
| 1988 | Sharon Colclough                        |                                         | Catherine Neirinck                      |                                         |
| 1989 | Rita Lagace                             |                                         | Vicky Pruim                             |                                         |
| 1990 | Sharon Colclough                        | 2 – 1                                   | Deta Hedman                             |                                         |
| 1991 | Lynne Ormond                            |                                         | Deta Hedman                             |                                         |
| 1992 | Lynne Ormond                            |                                         | Francis Hoenselaar                      |                                         |
| 1993 | Deta Hedman                             |                                         | Maria Dekeyser                          |                                         |
| 1994 | Francis Hoenselaar                      |                                         | Kitty van der Vliet                     |                                         |
| 1995 | Francis Hoenselaar                      |                                         | Heike Ernst                             |                                         |
| 1996 | Francis Hoenselaar                      |                                         | Mandy Solomons                          |                                         |
| 1997 | Mandy Solomons                          |                                         | Francis Hoenselaar                      |                                         |
| 1998 | Sandra Pollet                           |                                         | Valerie Maytum                          |                                         |
| 1999 | Francis Hoenselaar                      |                                         | Sharon Colclough                        |                                         |
| 2000 | Karin Krappen                           |                                         | Francis Hoenselaar                      |                                         |
| 2001 | Francis Hoenselaar                      |                                         | Vicky Pruim                             |                                         |
| 2002 | Francis Hoenselaar                      |                                         | Tricia Wright                           |                                         |
| 2003 | Francis Hoenselaar                      |                                         | Deta Hedman                             |                                         |
| 2004 | Francis Hoenselaar                      |                                         | Crissy Howat                            |                                         |
| 2005 | Rilana Erades                           | 2-0                                     | Sally Smith                             |                                         |
| 2006 | Francis Hoenselaar                      | 2 – 0                                   | Sandra Pollet                           |                                         |
| 2007 | Francis Hoenselaar                      |                                         | Carla Molema                            |                                         |
| 2008 | Rilana Erades                           | 2-0                                     | Patricia De Peuter                      |                                         |
| 2009 | Carla Molema                            | 2 – 1                                   | Irina Armstrong                         |                                         |
| 2010 | Deta Hedman                             | 2 – 0                                   | Karin Krappen                           |                                         |
| 2011 | Francis Hoenselaar                      | 2 – 1                                   | Anastasia Dobromyslova                  |                                         |
| 2012 | Anastasia Dobromyslova                  | 2 – 0                                   | Rachna David                            |                                         |
| 2013 | Zoe Jones                               | 2 – 1                                   | Deta Hedman                             |                                         |
| 2014 | Anastasia Dobromyslova                  | 2 – 0                                   | Deta Hedman                             |                                         |
| 2015 | Deta Hedman                             | 2 – 0                                   | Sharon Prins                            |                                         |
| 2016 | Lisa Ashton                             | 2 – 0                                   | Anastasia Dobromyslova                  |                                         |
| 2017 | Deta Hedman                             | 7 – 1                                   | Casey Gallagher                         |                                         |
| 2018 | Casey Gallagher                         | 6 – 3                                   | Tricia Wright                           |                                         |
| 2019 | Astrid Trouwborst                       | 6 – 3                                   | Sharon Prins                            |                                         |
| 2020 | niet gehouden vanwege de Coronapandemie | niet gehouden vanwege de Coronapandemie | niet gehouden vanwege de Coronapandemie | niet gehouden vanwege de Coronapandemie |
| 2021 | niet gehouden vanwege de Coronapandemie | niet gehouden vanwege de Coronapandemie | niet gehouden vanwege de Coronapandemie | niet gehouden vanwege de Coronapandemie |
| 2022 | Aletta Wajer                            | 5 – 3                                   | Laura Turner                            |                                         |
| 2023 | Deta Hedman                             | 5 – 4                                   | Monique Leßmeister                      |                                         |
| 2024 | Lerena Rietbergen                       | 5 – 1                                   | Priscilla Steenbergen                   |                                         |